# Colonna di Sant'Anna
La Colonna di Sant'Anna (in tedesco Annasäule) è una colonna trionfale situata nel centro storico di Innsbruck, in Maria-Theresien-Straße. Inaugurata nel 1706, è collegata agli eventi della Guerra di successione spagnola.

## Descrizione
Il monumento nel suo complesso è composto da una base, adornata di bassorilievi e sulla quale poggiano quattro statue, e la colonna vera e propria, sormontata anch'essa da una statua, nello specifico quella della Madonna nel suo titolo di Signora dell'Apocalisse.
Le quattro sculture della base guardano verso i principali punti cardinali nel seguente ordine:
- verso nord la statua di Sant'Anna, madre di Maria
- verso ovest la statua di Cassiano di Imola, patrono della Diocesi di Bolzano-Bressanone
- verso est la statua di Vigilio di Trento, patrono della Arcidiocesi di Trento
- verso sud la statua di San Giorgio, patrono del Tirolo

Ad eccezione delle statue e dei bassorilievi, il materiale utilizzato è marmo rosso di Kramsach. Dal piano stradale, la struttura raggiunge l'altezza di 42 metri.

## Storia

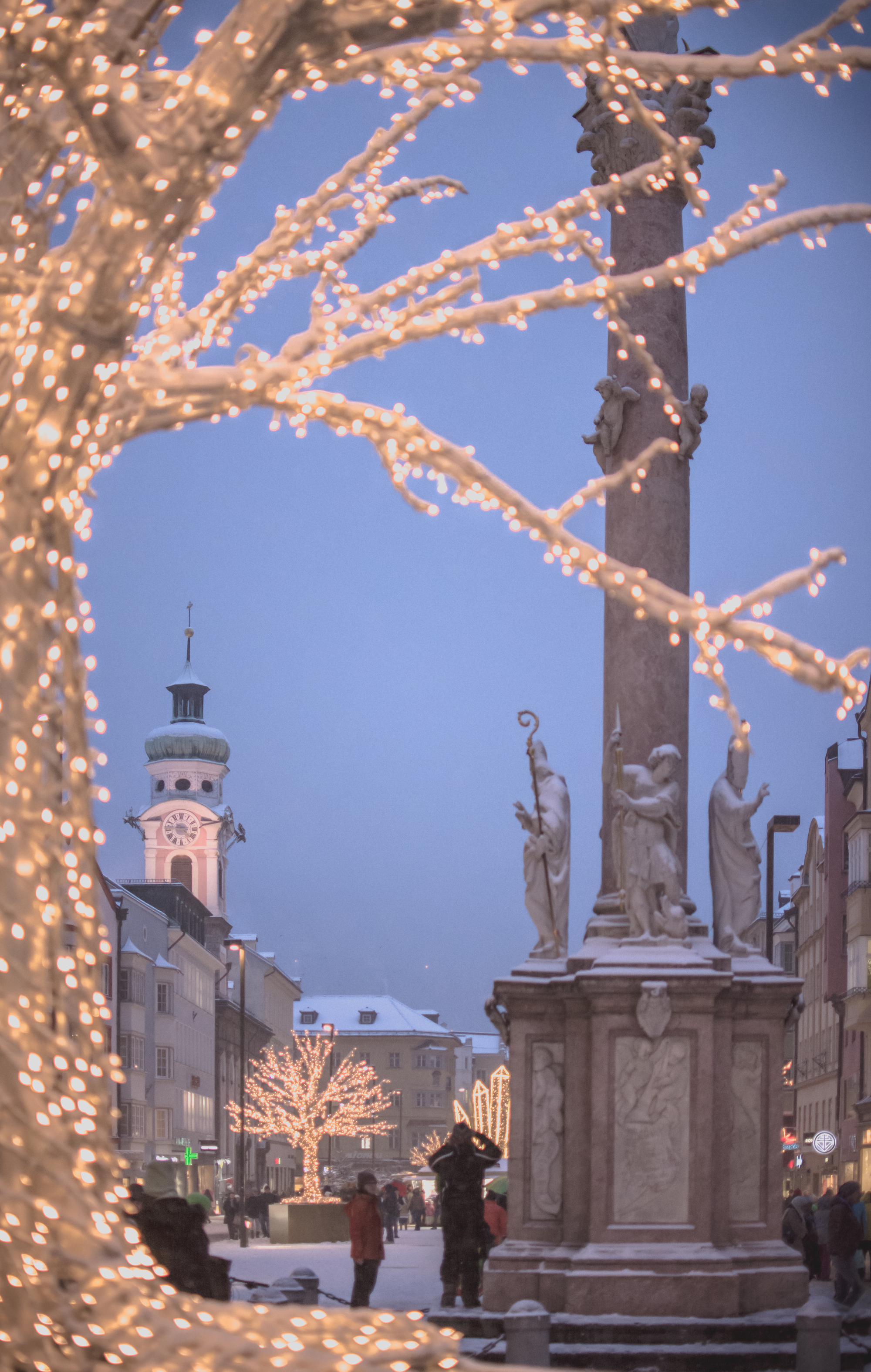
Colonna innevata

Per commemorare l'espulsione delle truppe bavaresi dal territorio del Tirolo (evento conosciuto come Bayrischer Rummel) nell'ambito della Guerra di successione spagnola, avvenuta il 26 luglio (giorno di Sant'Anna) del 1703, il Landstand tirolese decise di edificare una colonna trionfale nella via principale della capitale Innsbruck.
La realizzazione dell'opera venne affidata allo scultore trentino Cristoforo Benedetti, in quegli anni particolarmente attivo tra i territori dell'Impero austriaco e il nord Italia, che avviò la costruzione nel 1704. I lavori terminarono in due anni, così che la colonna poté essere inaugurata e consacrata il 26 luglio 1706 alla presenza del Principe vescovo di Bressanone Kaspar Ignaz von Künigl.
La colonna venne ristrutturata diverse volte nel corso dei secoli. Un importante intervento venne effettuato nel 1958, per consolidare e riparare i danni causati dalla Seconda guerra mondiale; in questa occasione la statua della Madonna in cima al monumento venne sostituita con una copia, mentre l'originale venne trasferita nell'Abbazia della Montagna di San Giorgio (de: Abtei St. Georgenberg) presso Stans.
La stessa sorte toccò poi anche alle quattro statue dei santi alla base del monumento, che vennero sostituite da fedeli repliche il 10 ottobre 2009. Gli originali sono ora conservati al primo piano dell'Altes Landahus, palazzo tardobarocco anch'esso sito in Maria-Theresien-Straße.